# Macrobiotus BLR
Macrobiotus BLR is een soort in de taxonomische indeling van de beerdiertjes (Tardigrada).
Het diertje behoort tot het geslacht Macrobiotus en behoort tot de familie Macrobiotidae. De voorlopige naam van de soort werd voor het eerst gepubliceerd in 2020 door Suma, Prakash & Eswarappa.